# Voorst (Voorst)

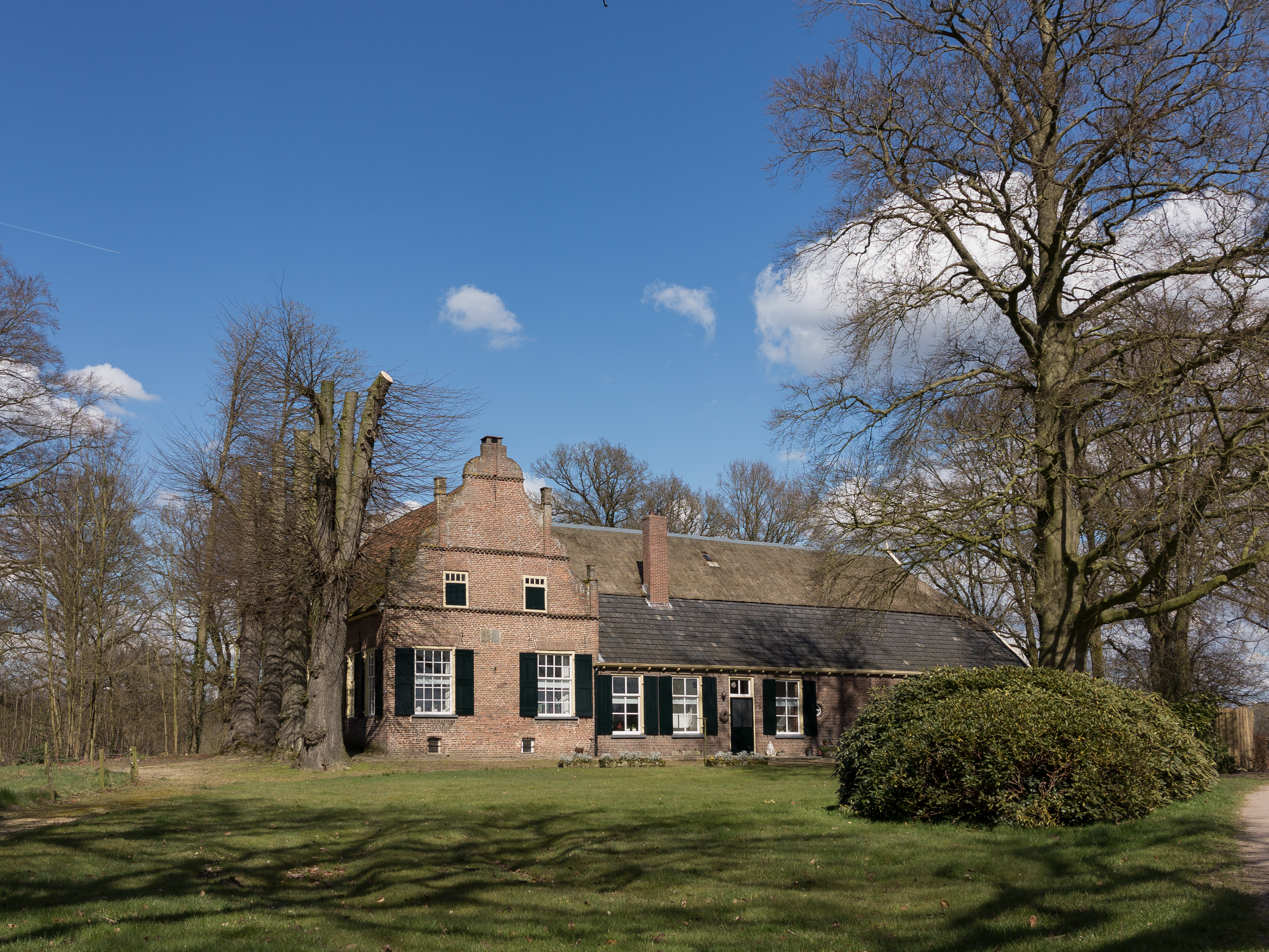
Boerderij de Adelaar, rijksmonument

Voorst (uitspraakⓘ) is een dorp in, en de naamgever van, de gemeente Voorst in de provincie Gelderland. Het gemeentehuis van de gemeente Voorst staat in Twello. Het dorp heeft 2.760 inwoners (2023). In het dorp staat de korenmolen De Zwaan.

## Geschiedenis
Het dorp heeft een lange geschiedenis. De voormalige Nederlandse Hervormde kerk (thans de Protestantse Kerk, PKN) uit de 14e eeuw staat op een plaats die wordt genoemd in een oorkonde uit 893 (bekend door een kopie van Caesarius van Milendonk uit 1222) onder de goederen van Prüm in de Eifel. De Prümsche bezittingen werden in 1609 door de Staten van Gelderland aan Graaf Ernst Casimir van Nassau-Dietz verkocht.
Op de grens met Klarenbeek stond een kopermolen. In 1870 telde het dorp 68 inwoners.

## Bekende inwoners

#### Geboren in Voorst
- Henk Lubberding, Nederlands wielrenner
- Ludolph Anne Jan Wilt Sloet van de Beele, gouverneur-generaal van Nederlands-Indië
- Jurgen Streppel, voetbaltrainer
- Anthony Winkler Prins, grondlegger van de Winkler Prins Encyclopedie
- Nol van der Vegt, circusdirecteur
- Alex van Hedel, burgemeester
- Fieke Hendriks, voormalig voetbalster

#### Wonend in Voorst
- Maïté Duval, beeldhouwer
- Stefan Groothuis, schaatser
- Thierry Rijkhart de Voogd, schilder
- Wilco van Rooijen, bergbeklimmer
- Manon Sikkel, kinderboekenschrijfster

#### Overleden in Voorst
- Kornelis Heiko Miskotte, protestants theoloog
- Lambertus Neher, verzetsstrijder, directeur-generaal PTT

## Verkeer
Het dorp ligt aan de doorgaande route van Apeldoorn naar Zutphen, de N345, die in Voorst Rijksstraatweg heet en dwars door het dorp loopt. Na 2015 is het tracé van de N345 verlegd over een nieuwe rondweg langs de westelijke kant van het dorp. Het gedeelte dat door de kom van Voorst loopt is sindsdien niet meer in gebruik voor doorgaand verkeer.
Het station Voorst-Empe, bediend door treinen van Arriva, aan de spoorlijn Apeldoorn - Zutphen bevindt zich halverwege tussen Voorst en Empe, in de gemeente Brummen.